# Phong trào cải cách hạn ngạch Bangladesh 2024

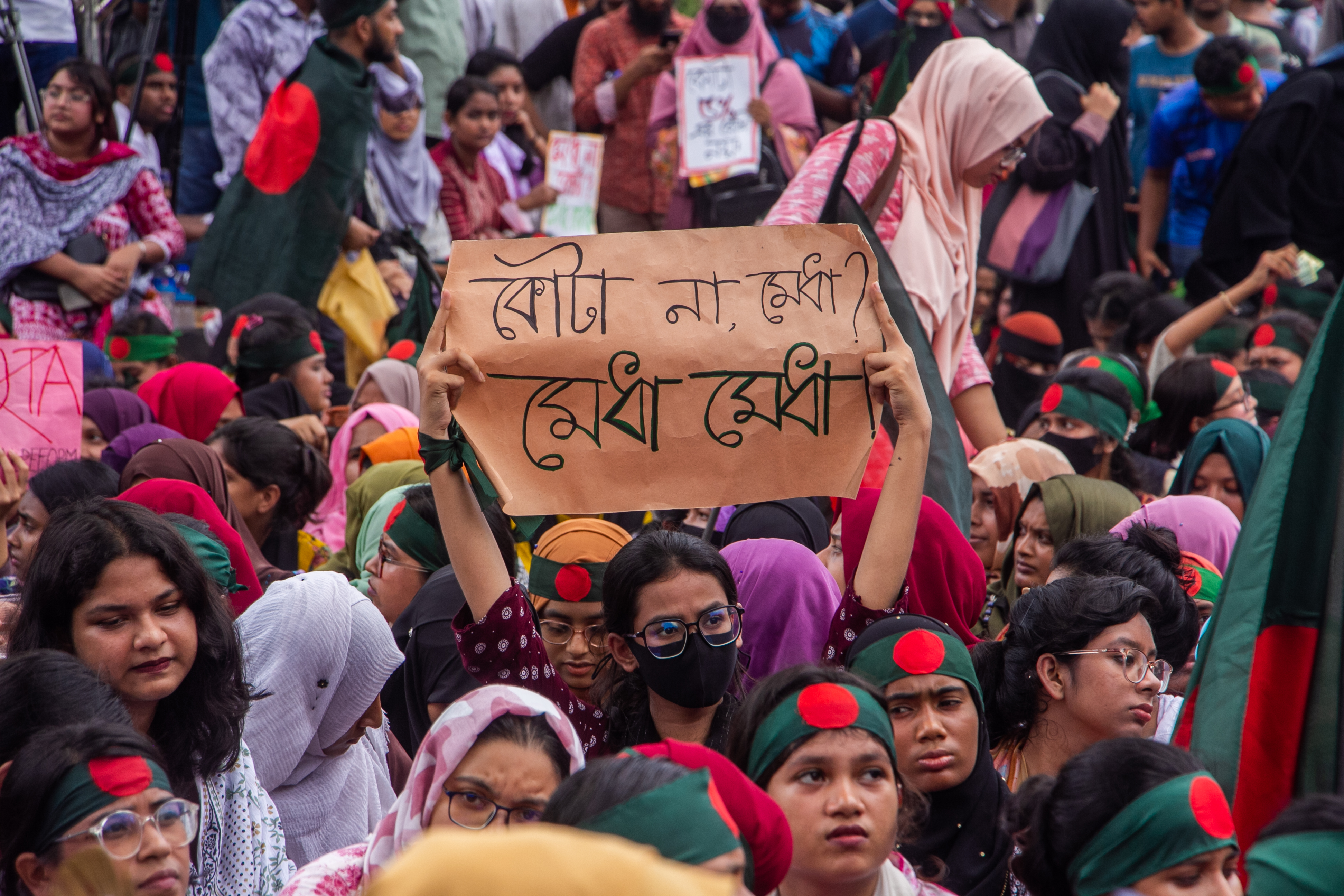
Biểu tình tại Bangladesh năm 2024

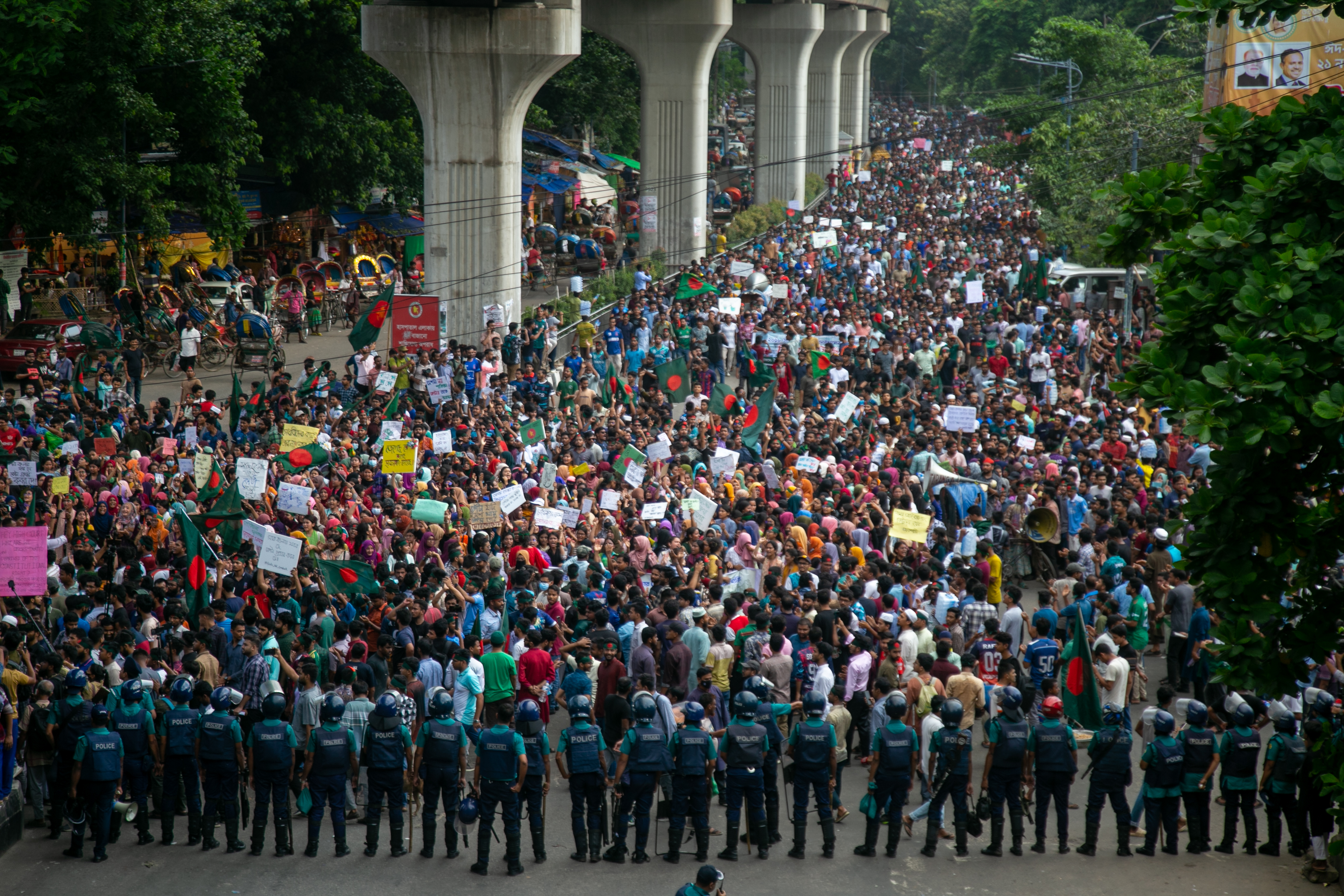
Đám đông biểu tình tại Bangladesh năm 2024

Phong trào cải cách hạn ngạch Bangladesh năm 2024 (2024 Bangladesh quota reform movement) là đợt biểu tình chống Chính phủ, ủng hộ dân chủ diễn ra rầm rộ ở Bangladesh chủ yếu do sinh viên các trường đại học tại Bangladesh cầm đầu. Ban đầu, cuộc biểu tình tập trung vào việc tái cấu trúc hệ thống phân biệt đối xử và Hệ thống hạn ngạch của Cơ quan công quyền Bangladesh để tuyển dụng việc trong các cơ quan công quyền, phong trào đã mở rộng chống lại những gì nhiều người coi là chính phủ độc tài khi hàng trăm người biểu tình và thường dân, phần lớn là sinh viên, đã bị giết. Phần lớn các trường hợp tử vong là do cảnh sát và các lực lượng chính phủ khác bắn bằng vũ khí nguy hiểm và vũ khí gây chết người chống lại những người biểu tình không vũ trang và những thường dân không biểu tình, bao gồm cả trẻ em và người đi bộ tuần hành. 
Cuộc biểu tình bắt đầu vào tháng 6 năm 2024, để phản đối việc Tòa án Tối cao Bangladesh khôi phục hạn ngạch 30% cho con cháu của Mukti Bahini (Những chiến binh tự do), đảo ngược quyết định của chính phủ đưa ra để đáp lại Phong trào cải cách hạn ngạch Bangladesh năm 2018. Sinh viên bắt đầu cảm thấy như họ sẽ bị mất cơ hội kiếm việc làm dựa trên năng lực. Cuộc biểu tình, ban đầu bắt đầu như một phản ứng đối với hệ thống hạn ngạch được tái lập đối với các công việc của chính phủ, nhanh chóng lan rộng khắp cả nước vì phản ứng bạo lực của chính phủ, cũng như sự bất mãn ngày càng tăng của công chúng đối với một chính phủ áp bức. Tình hình trở nên phức tạp hơn do nhiều vấn đề đang diễn ra khác, như việc chính phủ không có khả năng quản lý suy thoái kinh tế kéo dài, các báo cáo về tình trạng tham nhũng tràn lan và vi phạm nhân quyền, và sự vắng mặt của các kênh dân chủ để khởi xướng các thay đổi. 
Vào ngày 3 tháng 8 năm 2024, như một biện pháp cuối cùng để dập tắt các cuộc biểu tình, Thủ tướng Sheikh Hasina đã đề xuất các cuộc đàm phán hòa bình với những người biểu tình, tuyên bố rằng văn phòng của bà vẫn mở cửa và bày tỏ mong muốn "ngồi lại cùng những người biểu tình hạn ngạch và lắng nghe họ". Tuy nhiên, điều phối viên trung tâm Nahid Islam tuyên bố rằng những người biểu tình không có kế hoạch đàm phán với chính phủ do đã phải chịu đựng sự tra tấn trong khi bị cảnh sát giam giữ và đã tuyệt thực trong khi bị cảnh sát và Chi nhánh thám tử giam giữ. Asif Mahmud, một điều phối viên khác của Phong trào sinh viên chống phân biệt đối xử, tuyên bố rằng "Không có cuộc đối thoại nào với đạn dược và khủng bố". Vào ngày 4 tháng 8 năm 2024, hàng ngàn người biểu tình đã tụ tập tại ngã tư Shahbag ở Thủ đô Dhaka vào buổi sáng, cản trở việc này như một hình thức bất tuân dân sự để yêu cầu chính phủ từ chức. Tiếp theo đó là hàng trăm thương vong được ghi nhận. Ngày hôm sau, những người biểu tình đã kêu gọi Cuộc diễu hành dài đến Dhaka bất chấp lệnh giới nghiêm toàn quốc để gây sức ép buộc Sheikh Hasina từ chức. Phong trào này kết hợp với phong trào biểu tình bạo loạn đã khiến Thủ tướng Sheikh Hasina phải từ chức và đào thoát sang Ấn Độ.